# Aleksandr Levitov
Aleksandr Ivanovitj Levitov (ryska: Александр Иванович Левитов), född 1 augusti (gamla stilen: 20 juli) 1835 i Dobroje i guvernementet Tambov (numera i Lipetsk oblast), död 16 januari (gamla stilen: 4 januari) 1877 i Moskva, var en rysk författare. 
Efter fruktlösa studier vid teologiska seminariet i Tambov och praktiserande verksamhet som fältskär i en småstad förföll Levitov alltmer i dryckenskap och dog efter ett kringstrykande liv av lungsot på universitetskliniken i Moskva. Men hans konstnärliga talang var betydande. Hans första berättelser utkom 1865 under titeln Stepnye otjerki (Skisser från stäppen), fulla av fin naturstämning och vemod. Bland hans andra, mindre lyckade samlingar märks Moskovskija nory i trustjoby (Hålor och kyffen i Moskva, 1868), Ulitjnyja kartiny (Gatubilder, samma år) och Gore sel, dorog i gorodov (Byarnas, landsvägarnas och städernas elände, 1874). Hans samlade skrifter utkom 1884 i två delar med utförlig biografi av Filipp Nefjodov.